# Tournoi de tennis de Tokyo
Ne pas confondre avec les autres tournois de tennis : Tournoi de tennis du Japon (dames), Classic du Japon (dames), Internationaux du Japon (dames), Tournoi de Tokyo Indoor (messieurs), Tokyo Cup (mixte)
Le tournoi de Tokyo (en japonais : 東レ・パン・パシフィック・オープン・テニストーナメント) est un tournoi de tennis féminin du  circuit professionnel WTA. Il est classé dans la catégorie WTA Premier.
Avec cinq succès (en huit finales) enregistrés de 1997 à 2007, la Suissesse Martina Hingis détient le record de victoires en simple dames.

## Historique du tournoi

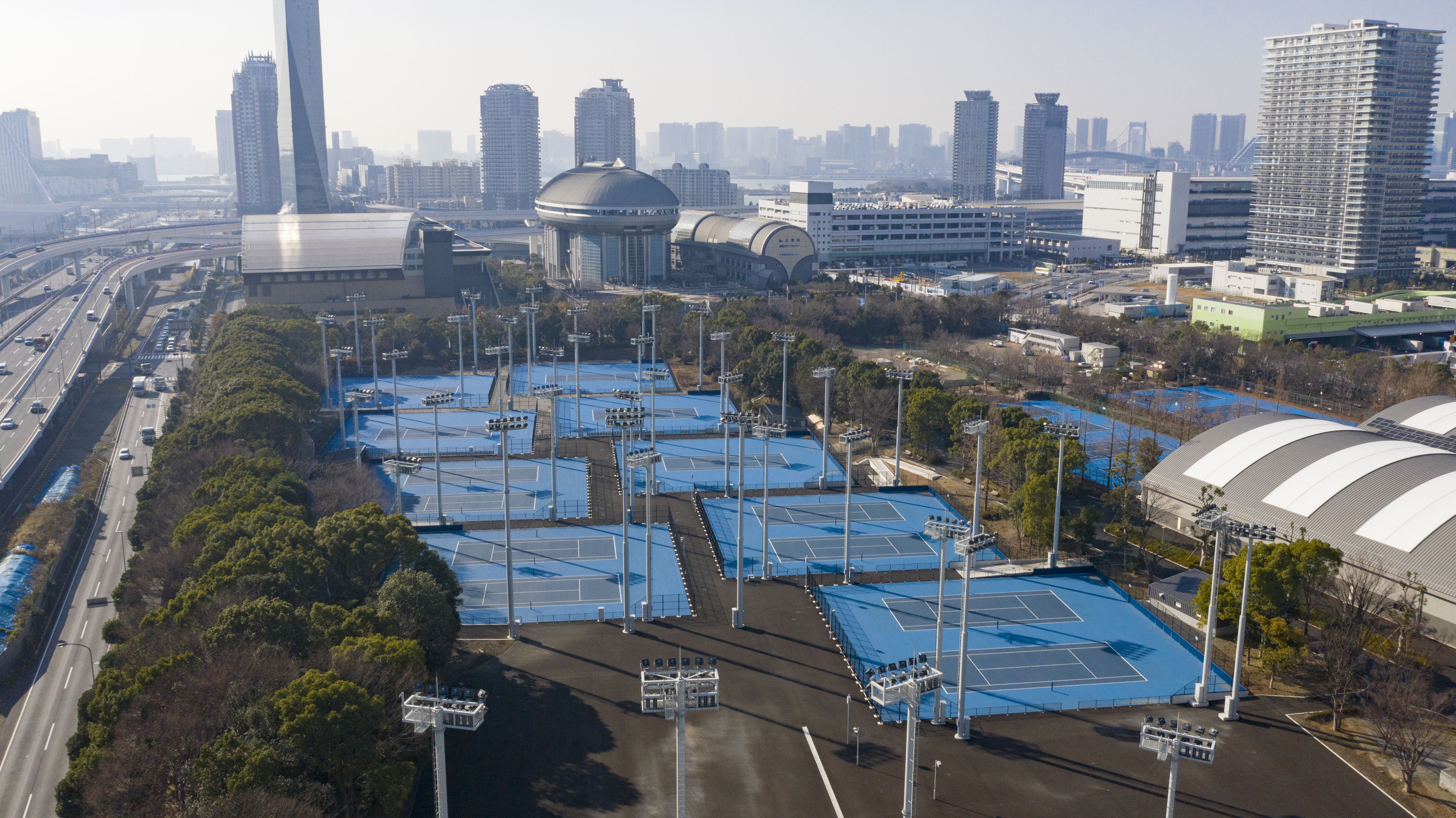
Cours de tennis sur l'Ariake Coliseum.

De 1984 à 2007, il s'est déroulé au Tokyo Metropolitan Gymnasium de Sendagaya (arrondissement de Shibuya) sur moquette et en intérieur en février juste après l'Open d'Australie. 
En 2008, le tournoi déménage dans l'Ariake Coliseum, il change de dates dans le calendrier pour passer en septembre et devient un tournoi sur dur en extérieur. Il entre alors en concurrence avec l'Open du Japon qui se tient 2 semaines plus tard dans la même ville. L'année suivante, le tournoi intègre la catégorie prestigieuse des tournois WTA Premier 5 et la fédération japonaise décide de délocaliser l'Open du Japon à Osaka.
En 2014, l'arrivée dans le calendrier du Wuhan Open en catégorie WTA Premier 5 fait que le tournoi est rétrogradé en catégorie WTA Premier.
En 2019, le tournoi est délocalisé à Osaka, le temps d'effectuer les travaux de modernisation de l'Ariake Coliseum en vue des prochains Jeux Olympiques.

## Palmarès

### Simple
| No | Date       | Nom et lieu du tournoi                               | Catégorie                                            | Dotation                                             | Surface                                              | Vainqueure                                           | Finaliste                                            | Score                                                |                                                      |
| -- | ---------- | ---------------------------------------------------- | ---------------------------------------------------- | ---------------------------------------------------- | ---------------------------------------------------- | ---------------------------------------------------- | ---------------------------------------------------- | ---------------------------------------------------- | ---------------------------------------------------- |
| 1  | 07-05-1973 | Toray Sillook, Tokyo                                 |                                                      | 30 000 $                                             | Moquette (int.)                                      | Billie Jean King                                     | Nancy Richey-Gunter                                  | 7-6, 5-7, 6-3                                        | Tableau                                              |
|    | 1974       | Pas de tournoi                                       | Pas de tournoi                                       | Pas de tournoi                                       | Pas de tournoi                                       | Pas de tournoi                                       | Pas de tournoi                                       | Pas de tournoi                                       | Pas de tournoi                                       |
| 2  | 16-09-1975 | Toray Sillook Open, Tokyo                            |                                                      | 50 000 $                                             | Moquette (int.)                                      | Margaret Smith Court                                 | Evonne Goolagong                                     | 6-74, 6-1, 7-5                                       | Tableau                                              |
| 3  | 27-09-1976 | Toray Sillook Open, Tokyo                            |                                                      | 75 000 $                                             | Moquette (int.)                                      | Betty Stöve                                          | Margaret Smith Court                                 | 1-6, 6-4, 6-3                                        | Tableau                                              |
| 4  | 12-09-1977 | Toray Sillook Open, Tokyo                            |                                                      | 100 000 $                                            | Moquette (int.)                                      | Virginia Wade                                        | Martina Navrátilová                                  | 7-5, 5-7, 6-4                                        | Tableau                                              |
| 5  | 11-09-1978 | Toray Sillook Open, Tokyo                            |                                                      | 100 000 $                                            | Dur (ext.)                                           | Virginia Wade                                        | Betty Stöve                                          | 6-4, 7-6                                             | Tableau                                              |
| 6  | 10-09-1979 | Toray Sillook Open, Tokyo                            |                                                      | 150 000 $                                            | Dur (ext.)                                           | Billie Jean King                                     | Evonne Goolagong                                     | 6-4, 7-5                                             | Tableau                                              |
| 7  | 08-09-1980 | Toray Sillook Open, Tokyo                            |                                                      | 175 000 $                                            | Dur (ext.)                                           | Billie Jean King                                     | Terry Holladay                                       | 7-5, 6-4                                             | Tableau                                              |
| 8  | 14-09-1981 | Toray Sillook Open, Tokyo                            |                                                      | 100 000 $                                            | Moquette (int.)                                      | Ann Kiyomura                                         | Bettina Bunge                                        | 6-4, 7-5                                             | Tableau                                              |
| 9  | 13-09-1982 | TV Open, Tokyo                                       | Series 6                                             | 150 000 $                                            | Dur (ext.)                                           | Bettina Bunge                                        | Barbara Potter                                       | 7-6, 6-2                                             | Tableau                                              |
| 10 | 12-09-1983 | Queens Grand Prix, Tokyo                             |                                                      | 175 000 $                                            | Moquette (int.)                                      | Lisa Bonder                                          | Andrea Jaeger                                        | 6-2, 5-7, 6-1                                        | Tableau                                              |
| 11 | 10-12-1984 | Pan Pacific Open, Tokyo                              | VS Tour C4                                           | 250 000 $                                            | Moquette (int.)                                      | Manuela Maleeva                                      | Claudia Kohde-Kilsch                                 | 3-6, 6-4, 6-4                                        | Tableau                                              |
| 12 | 09-12-1985 | Pan Pacific Open, Tokyo                              |                                                      | 250 000 $                                            | Moquette (int.)                                      | Manuela Maleeva                                      | Bonnie Gadusek                                       | 7-6, 3-6, 7-5                                        | Tableau                                              |
| 13 | 08-09-1986 | Pan Pacific Open, Tokyo                              |                                                      | 250 000 $                                            | Moquette (int.)                                      | Steffi Graf                                          | Manuela Maleeva                                      | 6-4, 6-2                                             | Tableau                                              |
| 14 | 14-09-1987 | Pan Pacific Open, Tokyo                              |                                                      | 250 000 $                                            | Moquette (int.)                                      | Gabriela Sabatini                                    | Manuela Maleeva                                      | 6-4, 7-6                                             | Tableau                                              |
| 15 | 25-04-1988 | Pan Pacific Open, Tokyo                              | Tier III                                             | 250 000 $                                            | Moquette (int.)                                      | Pam Shriver                                          | Helena Suková                                        | 7-5, 6-1                                             | Tableau                                              |
| 16 | 30-01-1989 | Toray Pan Pacific Open, Tokyo                        | Tier III                                             | 250 000 $                                            | Moquette (int.)                                      | Martina Navrátilová                                  | Lori McNeil                                          | 6-7, 6-3, 7-6                                        | Tableau                                              |
| 17 | 29-01-1990 | Toray Pan Pacific Open, Tokyo                        | Tier II                                              | 350 000 $                                            | Moquette (int.)                                      | Steffi Graf                                          | Arantxa Sánchez                                      | 6-1, 6-2                                             | Tableau                                              |
| 18 | 28-01-1991 | Pan Pacific Open, Tokyo                              | Tier II                                              | 350 000 $                                            | Moquette (int.)                                      | Gabriela Sabatini                                    | Martina Navrátilová                                  | 2-6, 6-2, 6-4                                        | Tableau                                              |
| 19 | 27-01-1992 | Toray Pan Pacific Open, Tokyo                        | Tier II                                              | 350 000 $                                            | Moquette (int.)                                      | Gabriela Sabatini                                    | Martina Navrátilová                                  | 6-2, 4-6, 6-2                                        | Tableau                                              |
| 20 | 01-02-1993 | Toray Pan Pacific Open, Tokyo                        | Tier I                                               | 750 000 $                                            | Moquette (int.)                                      | Martina Navrátilová                                  | Larisa Neiland                                       | 6-2, 6-2                                             | Tableau                                              |
| 21 | 31-01-1994 | Toray Pan Pacific Open, Tokyo                        | Tier I                                               | 750 000 $                                            | Moquette (int.)                                      | Steffi Graf                                          | Martina Navrátilová                                  | 6-2, 6-4                                             | Tableau                                              |
| 22 | 30-01-1995 | Toray Pan Pacific Open, Tokyo                        | Tier I                                               | 806 250 $                                            | Moquette (int.)                                      | Kimiko Date                                          | Lindsay Davenport                                    | 6-1, 6-2                                             | Tableau                                              |
| 23 | 29-01-1996 | Toray Pan Pacific Open, Tokyo                        | Tier I                                               | 926 250 $                                            | Moquette (int.)                                      | Iva Majoli                                           | Arantxa Sánchez                                      | 6-4, 6-1                                             | Tableau                                              |
| 24 | 27-01-1997 | Toray Pan Pacific Open, Tokyo                        | Tier I                                               | 926 250 $                                            | Moquette (int.)                                      | Martina Hingis                                       | Steffi Graf                                          | Forfait                                              | Tableau                                              |
| 25 | 02-02-1998 | Toray Pan Pacific Open, Tokyo                        | Tier I                                               | 926 250 $                                            | Moquette (int.)                                      | Lindsay Davenport                                    | Martina Hingis                                       | 6-3, 6-3                                             | Tableau                                              |
| 26 | 01-02-1999 | Toray Pan Pacific Open, Tokyo                        | Tier I                                               | 1 000 000 $                                          | Moquette (int.)                                      | Martina Hingis                                       | Amanda Coetzer                                       | 6-2, 6-1                                             | Tableau                                              |
| 27 | 31-01-2000 | Toray Pan Pacific Open, Tokyo                        | Tier I                                               | 1 080 000 $                                          | Moquette (int.)                                      | Martina Hingis                                       | Sandrine Testud                                      | 6-3, 7-5                                             | Tableau                                              |
| 28 | 29-01-2001 | Toray Pan Pacific Open, Tokyo                        | Tier I                                               | 1 188 000 $                                          | Moquette (int.)                                      | Lindsay Davenport                                    | Martina Hingis                                       | 6-74, 6-4, 6-2                                       | Tableau                                              |
| 29 | 28-01-2002 | Toray Pan Pacific Open, Tokyo                        | Tier I                                               | 1 224 000 $                                          | Moquette (int.)                                      | Martina Hingis                                       | Monica Seles                                         | 7-66, 4-6, 6-3                                       | Tableau                                              |
| 30 | 27-01-2003 | Toray Pan Pacific Open, Tokyo                        | Tier I                                               | 1 300 000 $                                          | Moquette (int.)                                      | Lindsay Davenport                                    | Monica Seles                                         | 6-76, 6-1, 6-2                                       | Tableau                                              |
| 31 | 02-02-2004 | Toray Pan Pacific Open, Tokyo                        | Tier I                                               | 1 300 000 $                                          | Moquette (int.)                                      | Lindsay Davenport                                    | Magdalena Maleeva                                    | 6-4, 6-1                                             | Tableau                                              |
| 32 | 31-01-2005 | Toray Pan Pacific Open, Tokyo                        | Tier I                                               | 1 300 000 $                                          | Moquette (int.)                                      | Maria Sharapova                                      | Lindsay Davenport                                    | 6-1, 3-6, 7-65                                       | Tableau                                              |
| 33 | 30-01-2006 | Toray Pan Pacific Open, Tokyo                        | Tier I                                               | 1 340 000 $                                          | Moquette (int.)                                      | Elena Dementieva                                     | Martina Hingis                                       | 6-2, 6-0                                             | Tableau                                              |
| 34 | 29-01-2007 | Toray Pan Pacific Open, Tokyo                        | Tier I                                               | 1 340 000 $                                          | Moquette (int.)                                      | Martina Hingis                                       | Ana Ivanović                                         | 6-4, 6-2                                             | Tableau                                              |
| 35 | 15-09-2008 | Toray Pan Pacific Open, Tokyo                        | Tier I                                               | 1 340 000 $                                          | Dur (ext.)                                           | Dinara Safina                                        | Svetlana Kuznetsova                                  | 6-1, 6-3                                             | Tableau                                              |
| 36 | 27-09-2009 | Toray Pan Pacific Open, Tokyo                        | Premier 5                                            | 2 000 000 $                                          | Dur (ext.)                                           | Maria Sharapova                                      | Jelena Janković                                      | 5-2, ab.                                             | Tableau                                              |
| 37 | 26-09-2010 | Toray Pan Pacific Open, Tokyo                        | Premier 5                                            | 2 000 000 $                                          | Dur (ext.)                                           | Caroline Wozniacki                                   | Elena Dementieva                                     | 1-6, 6-2, 6-3                                        | Tableau                                              |
| 38 | 26-09-2011 | Toray Pan Pacific Open, Tokyo                        | Premier 5                                            | 2 050 000 $                                          | Dur (ext.)                                           | Agnieszka Radwańska                                  | Vera Zvonareva                                       | 6-3, 6-2                                             | Tableau                                              |
| 39 | 23-09-2012 | Toray Pan Pacific Open, Tokyo                        | Premier 5                                            | 2 168 400 $                                          | Dur (ext.)                                           | Nadia Petrova                                        | Agnieszka Radwańska                                  | 6-0, 1-6, 6-3                                        | Tableau                                              |
| 40 | 22-09-2013 | Toray Pan Pacific Open, Tokyo                        | Premier 5                                            | 2 369 000 $                                          | Dur (ext.)                                           | Petra Kvitová                                        | Angelique Kerber                                     | 6-2, 0-6, 6-3                                        | Tableau                                              |
| 41 | 15-09-2014 | Toray Pan Pacific Open, Tokyo                        | Premier                                              | 1 000 000 $                                          | Dur (ext.)                                           | Ana Ivanović                                         | Caroline Wozniacki                                   | 6-2, 7-62                                            | Tableau                                              |
| 42 | 21-09-2015 | Toray Pan Pacific Open, Tokyo                        | Premier                                              | 881 100 $                                            | Dur (ext.)                                           | Agnieszka Radwańska                                  | Belinda Bencic                                       | 6-2, 6-2                                             | Tableau                                              |
| 43 | 19-09-2016 | Toray Pan Pacific Open, Tokyo                        | Premier                                              | 885 500 $                                            | Dur (ext.)                                           | Caroline Wozniacki                                   | Naomi Osaka                                          | 7-5, 6-3                                             | Tableau                                              |
| 44 | 18-09-2017 | Toray Pan Pacific Open, Tokyo                        | Premier                                              | 890 100 $                                            | Dur (ext.)                                           | Caroline Wozniacki                                   | Anastasia Pavlyuchenkova                             | 6-0, 7-5                                             | Tableau                                              |
| 45 | 17-09-2018 | Toray Pan Pacific Open, Tokyo                        | Premier                                              | 890 100 $                                            | Dur (ext.)                                           | Karolína Plíšková                                    | Naomi Osaka                                          | 6-4, 6-4                                             | Tableau                                              |
| 46 | 16-09-2019 | Toray Pan Pacific Open, Osaka                        | Premier                                              | 757 900 $                                            | Dur (ext.)                                           | Naomi Osaka                                          | Anastasia Pavlyuchenkova                             | 6-2, 6-3                                             | Tableau                                              |
| –  | 2020-2021  | Éditions annulées à cause de la pandémie de Covid-19 | Éditions annulées à cause de la pandémie de Covid-19 | Éditions annulées à cause de la pandémie de Covid-19 | Éditions annulées à cause de la pandémie de Covid-19 | Éditions annulées à cause de la pandémie de Covid-19 | Éditions annulées à cause de la pandémie de Covid-19 | Éditions annulées à cause de la pandémie de Covid-19 | Éditions annulées à cause de la pandémie de Covid-19 |
| 47 | 19-09-2022 | Toray Pan Pacific Open, Tokyo                        | WTA 500                                              | 757 900 $                                            | Dur (ext.)                                           | Liudmila Samsonova                                   | Zheng Qinwen                                         | 7-5, 7-5                                             | Tableau                                              |
| 48 | 25-09-2023 | Toray Pan Pacific Open, Tokyo                        | WTA 500                                              | 780 637 $                                            | Dur (ext.)                                           | Veronika Kudermetova                                 | Jessica Pegula                                       | 7-5, 6-1                                             | Tableau                                              |
| 49 | 14-10-2024 | Toray Pan Pacific Open, Tokyo                        | WTA 500                                              | 922 573 $                                            | Dur (ext.)                                           | Zheng Qinwen                                         | Sofia Kenin                                          | 7-65, 6-3                                            | Tableau                                              |

### Double
| No | Date       | Nom et lieu du tournoi                               | Catégorie                                            | Dotation                                             | Surface                                              | Vainqueures                                          | Finalistes                                           | Score                                                |                                                      |
| -- | ---------- | ---------------------------------------------------- | ---------------------------------------------------- | ---------------------------------------------------- | ---------------------------------------------------- | ---------------------------------------------------- | ---------------------------------------------------- | ---------------------------------------------------- | ---------------------------------------------------- |
| 1  | 07-05-1973 | Toray Sillook Tokyo                                  |                                                      | 30 000 $                                             | Moquette (int.)                                      | Laura duPont Kristien Kemmer                         | Nancy Richey-Gunter Karen Krantzcke                  | 8-6                                                  | Tableau                                              |
|    | 1974       | Pas de tournoi                                       | Pas de tournoi                                       | Pas de tournoi                                       | Pas de tournoi                                       | Pas de tournoi                                       | Pas de tournoi                                       | Pas de tournoi                                       | Pas de tournoi                                       |
| 2  | 16-09-1975 | Toray Sillook Open Tokyo                             |                                                      | 50 000 $                                             | Moquette (int.)                                      | Margaret Smith Court Evonne Goolagong                | Helen Gourlay Ann Kiyomura                           | 6-1, 7-5                                             | Tableau                                              |
| 3  | 10-12-1984 | Pan Pacific Open Tokyo                               | VS Tour C4                                           | 250 000 $                                            | Moquette (int.)                                      | Claudia Kohde-Kilsch Helena Suková                   | Elizabeth Smylie Catherine Tanvier                   | 6-4, 6-1                                             | Tableau                                              |
| 4  | 09-12-1985 | Pan Pacific Open Tokyo                               |                                                      | 250 000 $                                            | Moquette (int.)                                      | Claudia Kohde-Kilsch Helena Suková                   | Marcella Mesker Elizabeth Smylie                     | 6-0, 6-4                                             | Tableau                                              |
| 5  | 08-09-1986 | Pan Pacific Open Tokyo                               |                                                      | 250 000 $                                            | Moquette (int.)                                      | Bettina Bunge Steffi Graf                            | Katerina Maleeva Manuela Maleeva                     | 6-1, 6-7, 6-2                                        | Tableau                                              |
| 6  | 14-09-1987 | Pan Pacific Open Tokyo                               |                                                      | 250 000 $                                            | Moquette (int.)                                      | Anne White Robin White                               | Katerina Maleeva Manuela Maleeva                     | 6-1, 6-2                                             | Tableau                                              |
| 7  | 25-04-1988 | Pan Pacific Open Tokyo                               | Tier III                                             | 250 000 $                                            | Moquette (int.)                                      | Pam Shriver Helena Suková                            | Gigi Fernández Robin White                           | 4-6, 6-2, 7-6                                        | Tableau                                              |
| 8  | 30-01-1989 | Toray Pan Pacific Open Tokyo                         | Tier III                                             | 250 000 $                                            | Moquette (int.)                                      | Katrina Adams Zina Garrison                          | Mary Joe Fernández Claudia Kohde-Kilsch              | 6-3, 3-6, 7-6                                        | Tableau                                              |
| 9  | 29-01-1990 | Toray Pan Pacific Open Tokyo                         | Tier II                                              | 350 000 $                                            | Moquette (int.)                                      | Gigi Fernández Elizabeth Smylie                      | Jo-Anne Faull Rachel McQuillan                       | 6-2, 6-2                                             | Tableau                                              |
| 10 | 28-01-1991 | Pan Pacific Open Tokyo                               | Tier II                                              | 350 000 $                                            | Moquette (int.)                                      | Kathy Jordan Elizabeth Smylie                        | Mary Joe Fernández Robin White                       | 4-6, 6-0, 6-3                                        | Tableau                                              |
| 11 | 27-01-1992 | Toray Pan Pacific Open Tokyo                         | Tier II                                              | 350 000 $                                            | Moquette (int.)                                      | Arantxa Sánchez Helena Suková                        | Martina Navrátilová Pam Shriver                      | 7-5, 6-1                                             | Tableau                                              |
| 12 | 01-02-1993 | Toray Pan Pacific Open Tokyo                         | Tier I                                               | 750 000 $                                            | Moquette (int.)                                      | Martina Navrátilová Helena Suková                    | Lori McNeil Rennae Stubbs                            | 6-4, 6-3                                             | Tableau                                              |
| 13 | 31-01-1994 | Toray Pan Pacific Open Tokyo                         | Tier I                                               | 750 000 $                                            | Moquette (int.)                                      | Pam Shriver Elizabeth Smylie                         | Manon Bollegraf Martina Navrátilová                  | 6-3, 3-6, 7-6                                        | Tableau                                              |
| 14 | 30-01-1995 | Toray Pan Pacific Open Tokyo                         | Tier I                                               | 806 250 $                                            | Moquette (int.)                                      | Gigi Fernández Natasha Zvereva                       | Lindsay Davenport Rennae Stubbs                      | 6-0, 6-3                                             | Tableau                                              |
| 15 | 29-01-1996 | Toray Pan Pacific Open Tokyo                         | Tier I                                               | 926 250 $                                            | Moquette (int.)                                      | Gigi Fernández Natasha Zvereva                       | Mariaan de Swardt Irina Spîrlea                      | 7-6, 6-3                                             | Tableau                                              |
| 16 | 27-01-1997 | Toray Pan Pacific Open Tokyo                         | Tier I                                               | 926 250 $                                            | Moquette (int.)                                      | Lindsay Davenport Natasha Zvereva                    | Gigi Fernández Martina Hingis                        | 6-4, 6-3                                             | Tableau                                              |
| 17 | 02-02-1998 | Toray Pan Pacific Open Tokyo                         | Tier I                                               | 926 250 $                                            | Moquette (int.)                                      | Martina Hingis Mirjana Lučić                         | Lindsay Davenport Natasha Zvereva                    | 7-5, 6-4                                             | Tableau                                              |
| 18 | 01-02-1999 | Toray Pan Pacific Open Tokyo                         | Tier I                                               | 1 000 000 $                                          | Moquette (int.)                                      | Lindsay Davenport Natasha Zvereva                    | Martina Hingis Jana Novotná                          | 6-2, 6-3                                             | Tableau                                              |
| 19 | 31-01-2000 | Toray Pan Pacific Open Tokyo                         | Tier I                                               | 1 080 000 $                                          | Moquette (int.)                                      | Martina Hingis Mary Pierce                           | Alexandra Fusai Nathalie Tauziat                     | 6-4, 6-1                                             | Tableau                                              |
| 20 | 29-01-2001 | Toray Pan Pacific Open Tokyo                         | Tier I                                               | 1 188 000 $                                          | Moquette (int.)                                      | Lisa Raymond Rennae Stubbs                           | Anna Kournikova Iroda Tulyaganova                    | 7-65, 2-6, 7-66                                      | Tableau                                              |
| 21 | 28-01-2002 | Toray Pan Pacific Open Tokyo                         | Tier I                                               | 1 224 000 $                                          | Moquette (int.)                                      | Lisa Raymond Rennae Stubbs                           | Els Callens Roberta Vinci                            | 6-1, 6-1                                             | Tableau                                              |
| 22 | 27-01-2003 | Toray Pan Pacific Open Tokyo                         | Tier I                                               | 1 300 000 $                                          | Moquette (int.)                                      | Elena Bovina Rennae Stubbs                           | Lindsay Davenport Lisa Raymond                       | 6-3, 6-4                                             | Tableau                                              |
| 23 | 02-02-2004 | Toray Pan Pacific Open Tokyo                         | Tier I                                               | 1 300 000 $                                          | Moquette (int.)                                      | Cara Black Rennae Stubbs                             | Elena Likhovtseva Magdalena Maleeva                  | 6-0, 6-1                                             | Tableau                                              |
| 24 | 31-01-2005 | Toray Pan Pacific Open Tokyo                         | Tier I                                               | 1 300 000 $                                          | Moquette (int.)                                      | Janette Husárová Elena Likhovtseva                   | Lindsay Davenport Corina Morariu                     | 6-4, 6-3                                             | Tableau                                              |
| 25 | 30-01-2006 | Toray Pan Pacific Open Tokyo                         | Tier I                                               | 1 340 000 $                                          | Moquette (int.)                                      | Lisa Raymond Samantha Stosur                         | Cara Black Rennae Stubbs                             | 6-2, 6-1                                             | Tableau                                              |
| 26 | 29-01-2007 | Toray Pan Pacific Open Tokyo                         | Tier I                                               | 1 340 000 $                                          | Moquette (int.)                                      | Lisa Raymond Samantha Stosur                         | Vania King Rennae Stubbs                             | 7-66, 3-6, 7-5                                       | Tableau                                              |
| 27 | 15-09-2008 | Toray Pan Pacific Open Tokyo                         | Tier I                                               | 1 340 000 $                                          | Dur (ext.)                                           | Vania King Nadia Petrova                             | Lisa Raymond Samantha Stosur                         | 6-1, 6-4                                             | Tableau                                              |
| 28 | 27-09-2009 | Toray Pan Pacific Open Tokyo                         | Premier 5                                            | 2 000 000 $                                          | Dur (ext.)                                           | Alisa Kleybanova Francesca Schiavone                 | Daniela Hantuchová Ai Sugiyama                       | 6-4, 6-2                                             | Tableau                                              |
| 29 | 26-09-2010 | Toray Pan Pacific Open Tokyo                         | Premier 5                                            | 2 000 000 $                                          | Dur (ext.)                                           | Iveta Benešová Barbora Z. Strýcová                   | Shahar Peer Peng Shuai                               | 6-4, 4-6, [10-8]                                     | Tableau                                              |
| 30 | 26-09-2011 | Toray Pan Pacific Open Tokyo                         | Premier 5                                            | 2 050 000 $                                          | Dur (ext.)                                           | Liezel Huber Lisa Raymond                            | Gisela Dulko Flavia Pennetta                         | 7-64, 0-6, [10-6]                                    | Tableau                                              |
| 31 | 23-09-2012 | Toray Pan Pacific Open Tokyo                         | Premier 5                                            | 2 168 400 $                                          | Dur (ext.)                                           | Raquel Kops-Jones Abigail Spears                     | Anna-Lena Grönefeld Květa Peschke                    | 6-1, 6-4                                             | Tableau                                              |
| 32 | 22-09-2013 | Toray Pan Pacific Open Tokyo                         | Premier 5                                            | 2 369 000 $                                          | Dur (ext.)                                           | Cara Black Sania Mirza                               | Chan Hao-ching Liezel Huber                          | 4-6, 6-0, [11-9]                                     | Tableau                                              |
| 33 | 15-09-2014 | Toray Pan Pacific Open Tokyo                         | Premier                                              | 1 000 000 $                                          | Dur (ext.)                                           | Cara Black Sania Mirza                               | Garbiñe Muguruza Carla Suárez Navarro                | 6-2, 7-5                                             | Tableau                                              |
| 34 | 21-09-2015 | Toray Pan Pacific Open Tokyo                         | Premier                                              | 881 100 $                                            | Dur (ext.)                                           | Garbiñe Muguruza Carla Suárez Navarro                | Chan Hao-ching Chan Yung-jan                         | 7-5, 6-1                                             | Tableau                                              |
| 35 | 19-09-2016 | Toray Pan Pacific Open Tokyo                         | Premier                                              | 885 500 $                                            | Dur (ext.)                                           | Sania Mirza Barbora Strýcová                         | Liang Chen Yang Zhaoxuan                             | 6-1, 6-1                                             | Tableau                                              |
| 36 | 18-09-2017 | Toray Pan Pacific Open Tokyo                         | Premier                                              | 890 100 $                                            | Dur (ext.)                                           | Andreja Klepač María José Martínez                   | Daria Gavrilova Daria Kasatkina                      | 6-3, 6-2                                             | Tableau                                              |
| 37 | 17-09-2018 | Toray Pan Pacific Open Tokyo                         | Premier                                              | 890 100 $                                            | Dur (ext.)                                           | Miyu Kato Makoto Ninomiya                            | Andrea Hlaváčková Barbora Strýcová                   | 6-4, 6-4                                             | Tableau                                              |
| 38 | 16-09-2019 | Toray Pan Pacific Open Osaka                         | Premier                                              | 757 900 $                                            | Dur (ext.)                                           | Chan Hao-ching Latisha Chan                          | Hsieh Su-wei Hsieh Shu-ying                          | 7-5, 7-5                                             | Tableau                                              |
| –  | 2020-2021  | Éditions annulées à cause de la pandémie de Covid-19 | Éditions annulées à cause de la pandémie de Covid-19 | Éditions annulées à cause de la pandémie de Covid-19 | Éditions annulées à cause de la pandémie de Covid-19 | Éditions annulées à cause de la pandémie de Covid-19 | Éditions annulées à cause de la pandémie de Covid-19 | Éditions annulées à cause de la pandémie de Covid-19 | Éditions annulées à cause de la pandémie de Covid-19 |
| 39 | 19-09-2022 | Toray Pan Pacific Open Tokyo                         | WTA 500                                              | 757 900 $                                            | Dur (ext.)                                           | Gabriela Dabrowski Giuliana Olmos                    | Nicole Melichar-Martinez Ellen Perez                 | 6-4, 6-4                                             | Tableau                                              |
| 40 | 25-09-2023 | Toray Pan Pacific Open Tokyo                         | WTA 500                                              | 780 637 $                                            | Dur (ext.)                                           | Ulrikke Eikeri Ingrid Neel                           | Eri Hozumi Makoto Ninomiya                           | 3-6, 7-5, [10-5]                                     | Tableau                                              |
| 41 | 14-10-2024 | Toray Pan Pacific Open Tokyo                         | WTA 500                                              | 922 573 $                                            | Dur (ext.)                                           | Shuko Aoyama Eri Hozumi                              | Ena Shibahara Laura Siegemund                        | 6-4, 7-63                                            | Tableau                                              |